# Aziatische auto in 1953
Dit artikel geeft een overzicht van alle Aziatische personenwagens geproduceerd in 1953 door een significante autoconstructeur. De auto's staan alfabetisch gerangschikt per merk. Hier staan enkel Aziatische merken, ongeacht of ze eigendom zijn van een niet-Aziatisch concern. Ook gaat het om constructeurs die algemeen bekend zijn met auto's die algemeen voor het publiek verkrijgbaar zijn. 
| Hino Motors |                  | concern:          | Onafhankelijk |
| Hino Motors | divisie:         |                   |               |
| Hino Motors | merk:            | Hino Motors Japan |               |
| Hino Motors | model:           | PA 62             |               |
| Hino Motors | einde productie: | 1967              |               |
| Hino Motors | productieaantal: | ?                 |               |

| Isuzu |                  | concern:    | Onafhankelijk |
| Isuzu | divisie:         |             |               |
| Isuzu | merk:            | Isuzu Japan |               |
| Isuzu | model:           | Minx PH10   |               |
| Isuzu | einde productie: | 1956        |               |
| Isuzu | productieaantal: | ?           |               |

| Ohta |                  | concern:   | Onafhankelijk |
| Ohta | divisie:         |            |               |
| Ohta | merk:            | Ohta Japan |               |
| Ohta | model:           | PF         |               |
| Ohta | einde productie: | 1958       |               |
| Ohta | productieaantal: | ?          |               |